# Govert Bidloo
Govert Bidloo (Amsterdam, 12 marzo 1649 – Leida, 30 marzo 1713) è stato un medico, anatomista, poeta e drammaturgo olandese del secolo d'oro, medico personale di Guglielmo III d'Orange-Nassau, stadtholder d'Olanda e re d'Inghilterra.
Bidloo fu un poeta prolifico e famoso, librettista d'opera, e drammaturgo. Scrisse il libretto della prima, in assoluto, opera olandese, Cerere, Venere e Bacco (1686) di Johan Schenck. Le sue opere furono raccolte e pubblicate in tre volumi dopo la sua morte.

## Biografia
Figlio di un farmacista di Amsterdam, Bidloo dapprima studiò chirurgia e nel 1670 divenne un allievo dell'anatomista Frederik Ruysch. Successivamente si iscrisse alla facoltà di medicina dell'Università di Franeker, laureandosi nel 1682. Nel 1688 divenne lettore di dissezione anatomica all'Aia, e nel 1690 fu nominato direttore del servizio nazionale ospedaliero, carica che assunse anche in Inghilterra dal 1692. Nel 1694 divenne professore di anatomia e medicina presso l'Università di Leida, posizione che mantenne fino alla morte avvenuta nel 1713, quando gli succedette Herman Boerhaave.
Nel 1685 pubblicò un atlante anatomico, Anatomia Hvmani Corporis (Ontleding des menschelyken lichaams). Quest'atlante era illustrato da 105 tavole, incise da Gérard de Lairesse, che mostravano le figure umane sia da vive che come cadaveri sezionati. Il libro fu successivamente plagiato dal chirurgo inglese William Cowper, per la scrittura del suo Anatomy of the Humane Bodies (1698), non riconoscendo alcun merito all'opera di Bidloo o di de Lairesse. Questo portò a discussioni caustiche tra Bidloo e Cowper e alla stesura di svariate pubblicazioni in cui entrambi gli anatomisti difendevano la propria posizione.
Guglielmo III d'Orange-Nassau, stadtholder d'Olanda e re d'Inghilterra, assunse Bidloo come medico personale in 1695. Il re morì tra le sue braccia l'8 marzo 1702.
Nel 1696 divenne membro della Royal Society di Londra.
Bidloo ebbe svariati allievi tra cui il nipote Nicolaas Bidloo, che in seguito divenne medico personale dello zar russo Pietro il Grande, e fondò anche una scuola di medicina a Mosca.
|  |  |  |

## Opere
- Govard Bidloo, Cerere, Venere en Bacchus, Libretto d'Opera, 1686.
- Govard Bidloo, La Storia della Battaglia del Boyne, 1690.
- Govard Bidloo, Relation Du Voyage De Sa Majesté Britannique En Hollande, Et de la Reception qui luy a été faite..., 1691.
- Govard Bidloo, Gerard de Lairesse, Anatomia Humani Corporis (olandese: Ontleding des lichaams menschelyken), Atlante Anatomico Illustrato, 1698.